# Durbin (Virginia Occidental)
Durbin es un pueblo ubicado en el condado de Pocahontas en el estado estadounidense de Virginia Occidental. En el Censo de 2010 tenía una población de 293 habitantes y una densidad poblacional de 197,78 personas por km².

## Geografía
Durbin se encuentra ubicado en las coordenadas 38°32′50″N 79°49′40″O / 38.54722, -79.82778. Según la Oficina del Censo de los Estados Unidos, Durbin tiene una superficie total de 1.48 km², de la cual 1.48 km² corresponden a tierra firme y (0%) 0 km² es agua.

## Demografía
Según el censo de 2010, había 293 personas residiendo en Durbin. La densidad de población era de 197,78 hab./km². De los 293 habitantes, Durbin estaba compuesto por el 96.93% blancos, el 0% eran afroamericanos, el 0.34% eran amerindios, el 0% eran asiáticos, el 0% eran isleños del Pacífico, el 2.05% eran de otras razas y el 0.68% pertenecían a dos o más razas. Del total de la población el 3.75% eran hispanos o latinos de cualquier raza.